# Qmusic (Nederland)
Qmusic (tot 31 augustus 2015 weergegeven als Q-music) is een commercieel Nederlands radiostation dat sinds 31 augustus 2005 uitzendt. Het station is eigendom van het mediabedrijf DPG Media uit Vlaanderen.

## Start
De Persgroep (dat in 2019 de naam wijzigde in DPG Media) nam op 1 juli 2005 de kabel- en etherfrequenties van Noordzee FM over van Talpa Radio voor een symbolisch bedrag van één euro. Talpa moest het frequentiepakket waarop Noordzee uitzond snel van de hand doen om marktleider Radio 538 te kunnen overnemen. Beide stations zonden namelijk uit op een ongeclausuleerd FM-kavel en het was destijds in Nederland niet toegestaan om meerdere van dit soort kavels in bezit te hebben.
Na nog twee maanden met een uitgeklede versie van Noordzee FM door te zijn gegaan (Noordzee Summertime), startten de nieuwe eigenaren op 31 augustus 2005 omstreeks 20:30 uur, een aantal uur eerder dan was aangekondigd, een in Vlaanderen succesvol radioformat, onder de noemer Qmusic. De laatste plaat die te horen was op Noordzee FM, vlak voor 20:30 uur, was 'Love You More' van Racoon. De eerste plaat die een paar minuten later op het nieuwe Qmusic te horen was, was 'Owner Of A Lonely Heart' van Max Graham en Yes.
Het format bestaat uit veel recente hits, korte presentaties met een positieve ondertoon, een opvallend ochtendprogramma en veel acties.

## Locatie
Hilversum (2005–2009)

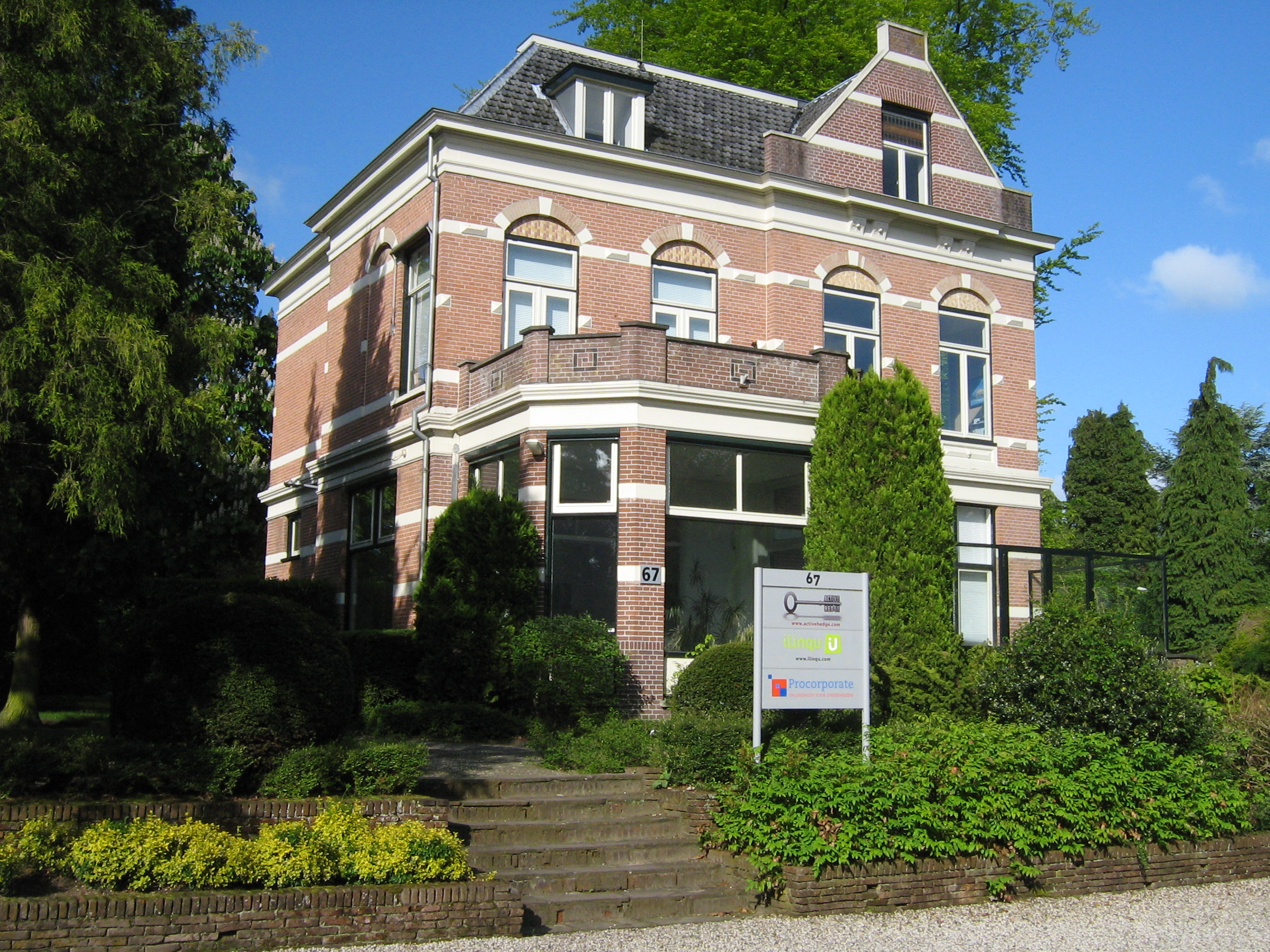
Studio Qmusic van 2005 t/m 2009

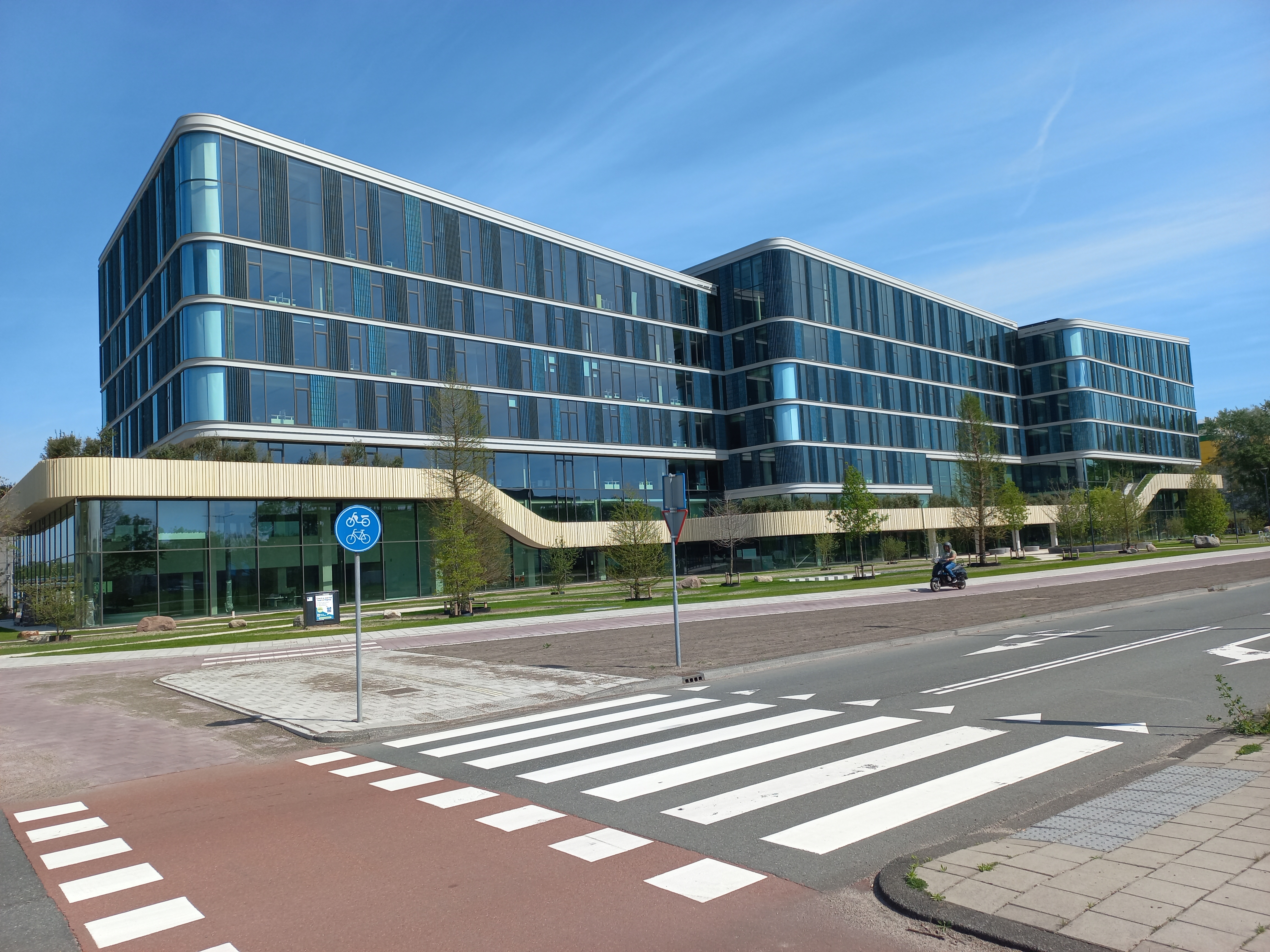
Mediavaert in 2024

Qmusic gebruikte eerst de villa 's Gravelandseweg 67 in Hilversum, die van Noordzee FM was overgenomen. Dit pand werd ooit aangekocht als omroepstudio door de VPRO. Al snel werd deze locatie te klein, waardoor een deel van de medewerkers in een ander pand in Hilversum hun werkzaamheden deden. Qmusic kondigde in 2008 aan dat ze om die reden in 2009 ging verhuizen naar een grotere locatie in Amsterdam.
Amsterdam, Kauwgomfabriek (2009–2024)
Op 28 september 2009 werd de studio aan de Paul van Vlissingenstraat 10-D op het industrieterrein Overamstel in Amsterdam in gebruik genomen. Hier zat eerder de kauwgomfabriek Maple Leaf. Voor de studio was een extra verdieping bovenop een van de gebouwen geplaatst. Qmusic had aan de Paul van Vlissingenstraat drie studio's. Studio 1 (hoofdstudio), studio 2 (reservestudio) en een studio op het dakterras. De reservestudio werd gebruikt om programma's voor te bereiden en eerder ook voor het ochtendprogramma van zusterzender Joe. Tijdens de coronacrisis werd er na wisseling van een programma regelmatig tussen studio 1 en 2 gewisseld in verband met de hygiënemaatregelen. De studio op het dakterras werd oorspronkelijk gebruikt in de zomermaanden. Vanaf 2014 werd deze gebruikt door Qmusic Limburg. Later zat hier een speciale nieuwsredactie met opnamecellen voor de non-stop kanalen van Qmusic. In augustus 2021 werd het decor van studio 1 compleet vernieuwd en werd er tijdens de verbouwing drie weken lang 24/7 uitgezonden vanaf Studio 2.
Amsterdam-Duivendrecht, Mediavaert (2024–heden)
Reeds in 2019 kondigde DPG Media aan dat ze een nieuw Nederlands hoofdkantoor lieten bouwen in Amsterdam-Duivendrecht (gemeente Ouder-Amstel) aan de Van der Madeweg 40. Dit gebouw ligt aan de andere kant van de A10 op ongeveer een kilometer afstand van de vorige locatie. De oplevering van dit hout-hybride kantoor, genaamd Mediavaert, is gebeurd op 1 maart 2024. Hierin zitten ook de radiostudio's en de nieuwsredactie. Op 3 juni 2024 werden de studio's in gebruik genomen. Hier zijn opnieuw 2 studio's: de kleine studio wordt gebruikt van maandag t/m donderdag van 10:00-16:00 uur en op vrijdag van 10:00-14:00 uur. De rest van de programma's worden gemaakt in de grote studio.

## Medewerkers

### Programmadirecteur
- Michael Bartelet (2005–2006)
- Wouter van der Goes (2006–2010)
- Iwan Reuvekamp (2010–2018)
- Dave Minneboo (2018–2022)[5]
- Iwan Reuvekamp (a.i., 2022)[6]
- Roland Snoeijer (2022–heden)[7]

### Sidekicks
- Anton Griep (2023–heden, middagshow)

### Nieuwslezers
Ieder uur (van 6:00 tot 10:00 uur en van 16:00 tot 19:00 uur elk half uur) wordt het nieuws uitgezonden. Jarenlang werden alle bulletins verzorgd door het ANP.
Sinds januari 2021 heeft DPG Media een eigen Nu.nl nieuwsdienst. Deze bulletins worden voorgelezen door nieuwslezers van Qmusic zelf. Er is dan vaak ook interactie tussen de dj en de nieuwslezer en soms worden er audiofragmenten in het bulletin uitgezonden.
De Nu.nl bulletins waren aanvankelijk te horen op werkdagen van 6:00 tot 00:00 uur. In april 2021 werden ze uitgebreid naar het weekend. Op de overige uren zijn de ANP bulletins te horen. Op sommige feestdagen (bijvoorbeeld kerst) worden de hele dag ANP bulletins uitgezonden.
In april 2025 werd er bezuinigd op de nieuwsdienst in het weekend. Voortaan zijn de eigen bulletins alleen te horen van 11:00 tot 17:00 uur. De rest wordt weer verzorgd door het ANP.
Onderstaande eigen nieuwslezers zijn/waren te horen op Qmusic:
- Alain Altena (2021–heden)
- Carné van den Brink (2022–heden)
- Boyan Ephraim (2021–heden, o.a. overdag)
- Mart Grol (2024–heden, overdag)
- Eefje Kühne (2024–heden, middagshow)
- Melissa Lagerwaard (2023–heden, avond)
- Rebecca Looijen (2021–heden, weekend, sinds 2025 alleen als invaller)
- Anne-Marie Rozing (2015–heden, ochtendshow)
- Iris Schut (2021–2023, avond)
- Nathalie van Suijlekom (2021–heden, avond)
- Fien Vermeulen (2015–heden, overdag)
- Danny Vos (2021–heden, weekend)

### Zenderstemmen
- Pim Koopman (2005-2007)
- Wouter van der Goes (2007-2010)
- Menno Barreveld (2010–heden)
- Lauretta Gerards (2011–2015)
- Marike Jager (2020–heden)
- Wim van Helden (2012–heden, invaller)

## Programma's

### Maandag t/m donderdag

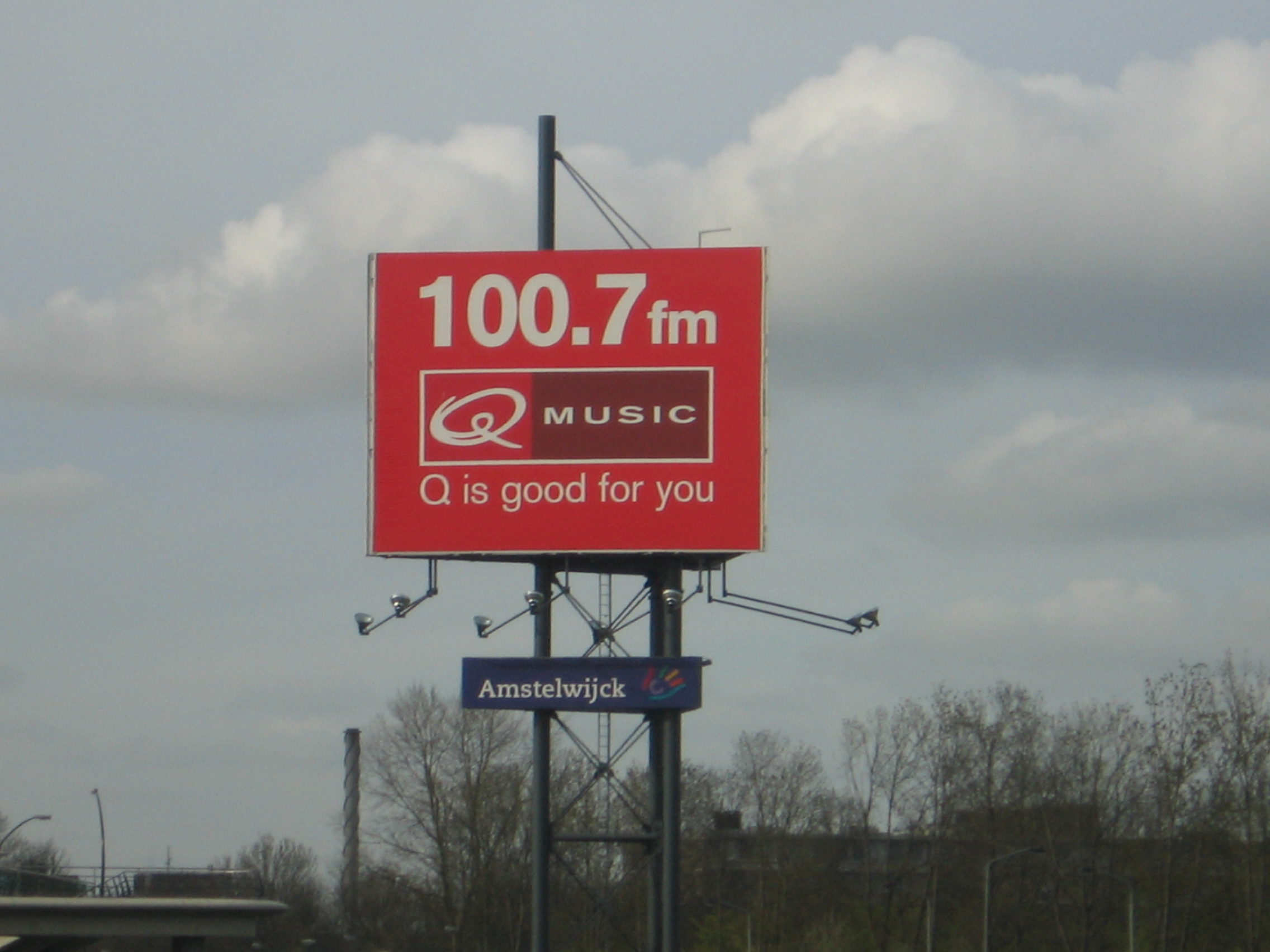
Een oud logo van Qmusic op een billboard in Dordrecht.

Het programma Mattie & Marieke is sinds 3 september 2018 vanaf 6:00 uur te horen (aanvankelijk tot 9:00 uur, sinds april 2020 tot 10:00 uur) en wordt gepresenteerd door Mattie Valk en Marieke Elsinga. Sinds mei 2022 presenteert Elsinga de ochtendshow nog maar vier dagen in de week; de woensdag was eerst haar vrije dag en sinds november 2023 is dit de vrijdag. Op vrijdagen wordt Elsinga vervangen door Kai Merckx. Eerder waren van 6:00 tot 9:00 uur te horen: Je dag is goed (september 2005-maart 2008), ruuddewild.nl / Ruud de Wild & de Q-ochtendshow / Ruud de Wild in de Morgen (maart 2008-september 2010), Goeiemorgenshow (november 2010-april 2012), Mattie & Wietze (april 2012-mei 2017) en Mattie, Fien & Igmar (9 oktober 2017-13 juli 2018).
Na het ochtendprogramma volgt een uur lang het Foute Uur. Sinds april 2020 wordt dit uur uitgezonden van 10:00 tot 11:00 uur in het programma van Menno Barreveld, dat tot 13:00 uur duurt. Wim van Helden presenteert aansluitend tot 16:00 uur. Eerder waren onder anderen Gijs Staverman, Martijn Kolkman, Wouter van der Goes en Lieke Veld overdag te horen.
Tussen 16:00 en 19:00 uur is sinds oktober 2018 Domien Verschuuren te beluisteren. Vroegere presentatoren van het middagprogramma waren Menno Barreveld (1 september 2005 t/m 7 maart 2008), Jeroen van Inkel met Van Inkel in de Middag (maart 2008 t/m juni 2014), Niek van der Bruggen (juli 2014 t/m oktober 2016) en Stephan Bouwman (januari 2017 t/m augustus 2018).
In de avond zijn al vele dj's te horen geweest. Joost Swinkels (19:00-22:00 uur), Lars Boele (22:00-1:00 uur) en Judith Eijk (1:00 - 3:00 uur) zijn anno 2024 te horen.
De eerste jaren waren er geen gepresenteerde nachtprogramma's. Vanaf het najaar van 2010 tot 2016 had Qmusic een volledige nachtprogrammering waarin voornamelijk talenten werden opgeleid. Daarna werd een aantal jaar een deel van de nacht gepresenteerd, onder anderen door Martijn Kolkman. Van september 2020 tot maart 2021 was de nacht weer volledig non-stop. Sinds 8 maart 2021 werd het programma van Joost Swinkels met één uur verlengd (eindtijd was eerst tot 0:00), waardoor er 's nachts weer gedeeltelijk werd gepresenteerd. Bovendien is er van 5.00 tot 6.00 uur een pre-ochtendshow te horen met de beste fragmenten van Mattie & Marieke van de vorige uitzending. Deze uitzending werd een tijd lang verzorgd door Bas van Nimwegen. Van mei 2022 tot juli 2023 werd het programma gepresenteerd door Vincent Pronk. Met ingang van 13 januari 2025 wordt de pre-ochtendshow, inmiddels hernoemd naar Mattie & Marieke preparty, gepresenteerd door Luc Sarneel.

### Vrijdag
Sinds 2011 is er op vrijdagavond een andere programmering. Meestal zijn dan dj's te horen die ook in het weekend programma's maken. Daarnaast is sinds het voorjaar van 2012 een hitlijst op vrijdagmiddag te horen. Met komst van de Nederlandse Top 40 begin 2019 wijkt ook de dagprogrammering op vrijdag af. De middagshow is toen geschrapt en Domien Verschuuren presenteert deze hitlijst dan tussen 14:00 en 18:00 uur. Tussen 10:00 tot 14:00 uur maken Barreveld en Van Helden ieder een programma van 2 uur. Vroegere hitlijsten op Qmusic waren de iTunes Top 30 en Q25.
Sinds 18 september 2020 presenteren Kai Merckx (t/m oktober 2023), Bram Krikke en Tom van der Weerd een programma van 18:00 tot 21:00, met vanaf 18:00 een extra Foute Uur. Stephan Bouwman (21:00-00:00 uur) en Cain Slobbe (00:00-02:00 uur) sluiten de vrijdagprogrammering af.

### Zaterdag en zondag
Aanvankelijk stonden er geen dj's geprogrammeerd in het weekend en konden luisteraars muziek aanvragen via de telefoon. Vanaf oktober 2006 werden de weekendochtenden vanaf 7:00 uur gepresenteerd door Daniël Smulders. Korte tijd was er een volledige weekendprogrammering overdag, waarin ook Marcel Vermeer en Timon Jacobs waren te horen.
Vanaf 2010 werd de weekendprogrammering weer verder uitgebreid met dj's die uit de weekprogrammering kwamen, zoals Wim van Helden, Wouter van der Goes en Timon Jacobs. Later werd de weekendprogrammering door programmadirecteur Iwan Reuvekamp steeds meer aangekleed met talenten die vanuit het Q-college waren opgeleid. Vanaf 2019 besloot programmadirecteur Dave Minneboo ook dj's van andere zenders te halen voor een plek in de weekendprogrammering, zoals Jordi Warners, Bram Krikke en Armin van Buuren.
Anno maart 2024 zijn in het weekend Jorien Renkema (07:00-09:00 uur), Bas van Nimwegen (09:00-12:00 uur), Tom van der Weerd en Bram Krikke (12:00-15:00 uur), Stephan Bouwman (15:00-18:00 uur) en Joey van der Velden (18:00-21:00 uur) te horen. Bouwman herhaalt op zaterdag in zijn programma de Top 40 en aansluitend start van der Velden de zaterdagavond met een extra Foute Uur.
De late zaterdagavond en -nacht bestaat sinds september 2020 uit programma's met dancemuziek. Aanvankelijk waren Armin van Buuren met A State of Trance en de Worldwide Club 20 te horen en Menno Barreveld met de Maximum Weekend Mix. Op 16 oktober 2021 werd de dance-programmering verder uitgebreid met programma's van Sunnery James & Ryan Marciano, het beste van Tomorrowland One World Radio en Afrojack. Per 10 september 2022 kwam er een nieuwe danceprogrammering, omdat alle live-dj's teruggingen naar Radio 538. De line-up werd als volgt: Kris Kross Amsterdam (21:00-22:00), Worldwide Club 20 met Domien Verschuuren (22:00-00:00), Maximum Weekend Mix met Tom van der Weerd (00:00-01:00), Lost Radio - Lost Frequencies (01:00-02:00) en Tomorrowland One World Radio met Menno Barreveld (02:00 - 03:00).
De late zondagavond wordt sinds maart 2024 gepresenteerd door Vincent Pronk (21:00-00:00 uur).
Het foute uur was van juni 2012 t/m augustus 2020 ook in het weekend van 9:00 tot 10:00 uur te beluisteren.

## Hitlijsten

### Het Foute Uur
Jaarlijks wordt op de laatste vrijdag van juni de Foute Party georganiseerd in de Brabanthallen in 's-Hertogenbosch. Vanaf 2013 was er een extra show op zaterdag.
Sinds 2018 werkt Qmusic samen met televisiezender STAR Channel. Zij zenden op oudejaarsavond het Foute Uur uit. In 2016 werd dit gedaan door Net5.
In 2020 ging vanwege de coronacrisis in Nederland de Foute Party niet door, ook bestond het Foute Uur 15 jaar. Om die reden werd de Top 500 van het Foute Uur uitgebreid tot de Foute 1500. Deze lijst wordt sindsdien jaarlijks uitgezonden in de laatste week van juni. Net zoals de meeste andere lijsten wordt de top 10 pas op de laatste uitzenddag gepubliceerd, zodat het tot op het laatste moment spannend blijft wie er op nummer 1 staat. In 2024 werd dit echter anders gedaan. In plaats van de top 10 tot het allerlaatste moment geheim te houden, werd deze dat jaar al bij de start van de lijst onthuld om op deze manier Marco Schuitmaker te verrassen met het feit dat zijn hit Engelbewaarder dat jaar op nummer 1 stond in de lijst. In 2021 werd de lijst eenmalig ook tussen Kerst en Oud en Nieuw uitgezonden. In 2023 mochten 1500 luisteraars de lijst gezamenlijk afknallen met confettikanonnen tijdens het 'Nationaal Confetti Moment'. Kai, Tom en Bram deden hiervoor een oproep aan de luisteraars.
| Jaar             | Lijst                     | Uitzenddata                                          |
| ---------------- | ------------------------- | ---------------------------------------------------- |
| 2006-2012        | Foute 111                 | Laatste vrijdag van juni Oudejaarsdag (herhaling)    |
| 2013-2019        | Top 500 van het Foute Uur | Laatste week van juni 28 t/m 31 december (herhaling) |
| 2020-heden       | Foute 1500                | Eind juni 7 dagen lang                               |
| 2020, 2022-heden | 120 uur Fout              | 27 t/m 31 december                                   |
| 2021             | Foute 1500 (extra lijst)  | 26 december 18:00 uur tot 31 december 18:00 uur      |

### iTunes
Van september 2010 t/m halverwege december 2016 werkte het station samen met iTunes. Iedere week werd de iTunes Top 30 uitgezonden met een overzicht van de dertig meest verkochte liedjes in de iTunes Store. In 2017 is de lijst vervangen door de Q25.

### Q25
Van januari 2017 t/m december 2018 was de Q25 iedere vrijdagmiddag op het station te horen met de 25 populairste liedjes van de week. Via de app en de website van Qmusic konden luisteraars op elk liedje een duimpje omhoog of omlaag geven. Op basis hiervan werd de Q25 samengesteld. De laatste Q25 werd uitgezonden op 21 december 2018 waarna vanaf 4 januari 2019 de Q25 verdween van de zender omdat deze werd opgevolgd door de Nederlandse Top 40.

### Nederlandse Top 40
De Nederlandse Top 40 wordt sinds januari 2019 elke vrijdagmiddag van 14.00 tot 18.00 uur uitgezonden op Qmusic en gepresenteerd door Domien Verschuuren. Naast de 40 populairste platen bevat het programma enkele vaste onderdelen. Zo wordt rond 15.50 uur de Alarmschijf van de komende week bekendgemaakt, die door Qmusic wordt gekozen, en wordt er regelmatig een 'tip voor de top' gedraaid, vaak afkomstig uit de Tipparade.
Op zaterdag wordt de lijst, zonder de vaste onderdelen, in de herhaling uitgezonden door Stephan Bouwman van 15.00 tot 18.00 uur.
De Top 40 was eerder op Radio 538 te horen, maar werd na 26 jaar uit de programmering geschrapt wegens te hoge kosten. Op 24 september 2018 werd bekend dat de lijst vanaf vrijdag 4 januari 2019 door Qmusic zou worden uitgezonden, waarmee in december 2018 een einde kwam aan de Q25.
Sinds 2020 organiseert Qmusic het jaarlijkse evenement Qmusic Top 40 Live, waarbij prijzen worden toegekend aan artiesten op basis van de prestaties van artiesten en tracks in de Nederlandse Top 40 van het voorgaande jaar.

### Top 40 Update
Sinds 2 januari 2019 presenteert Domien Verschuuren elke maandag t/m donderdag om 18.00 uur op Qmusic de Top 40 Update. Hierin zijn vier op dat moment populaire platen te horen. De Top 40-update wordt gebaseerd op de lijst van afgelopen vrijdag, nieuwe tracks, actuele artiesten of muziek en het laatste muzieknieuws. Sinds 1 januari 2025 is de Top 40 Update te horen even na 18:30 uur.

### Top 500/Top 100 van het jaar
In 2011 en 2012 zond het station van 27 t/m 30 december de iTunes Top 500 uit. Van 2013 t/m 2017 was op 27 december (herhaling op 1 januari) de iTunes Top 100 (deze hitlijst heette vanaf 2016 Q-top 100) te horen. Sinds 2020 wordt op Nieuwjaarsdag de Top 100 van het jaar in samenwerking met de Stichting Nederlandse Top 40 uitgezonden.

### Worldwide Club 20
Sinds 5 september 2020 wordt de hitlijst Worldwide Club 20 op zaterdagavond uitgezonden met de 20 populairste clubtracks wereldwijd. Deze lijst wordt samengesteld in samenwerking met de Stichting Nederlandse Top 40. Armin van Buuren presenteerde de lijst twee jaar lang, daarna nam Domien Verschuuren het over. Sinds medio 2024 wordt de lijst gepresenteerd door Joost Swinkels.
In augustus 2021 werd besloten om een Belgische versie van deze lijst te maken, die begon op 3 september 2021 bij de Vlaamse Qmusic.

### Q-top 1000 / Q-top 1500
Tegen het eind van de het jaar zendt het station de Q-top 1000 (vanaf 2024 Q-top 1500) uit. Deze lijst werd van 2005 t/m 2010 in de eerste week van december uitgezonden. Vanaf 2011 wordt deze in de laatste weken van november uitgezonden. Deze lijst wordt ook op de Vlaamse Qmusic uitgezonden; alleen wordt hij daar aan het eind van het jaar, dus tussen Kerstmis en Oud en Nieuw uitgezonden.

### Themalijsten
Qmusic zendt sinds 2010 top 500 lijsten uit met een bepaald thema of jaartal, bijvoorbeeld Top 500 van de Zomer, Top 500 van de 80s, Top 500 van de 90s, Top 500 van de 00s, Top 500 van de 10s.

## Evenementen

### De Foute Party
Sinds 2006 organiseert Qmusic jaarlijks de Foute Party, een evenement dat is ontstaan vanuit Het Foute Uur, met liveoptredens van Qmusic-dj’s en verschillende foute artiesten. Typerend voor de Foute Party is dat alle bezoekers verkleed komen in hun foutste outfits. De eerste proefeditie van de Foute Party vond plaats in de kantine van Qmusic, de edities van 2006 en 2007 in Bob’s Party Palace in Uitgeest, en de editie van 2008 in een discotheek in Bunnik. Vanaf 2009 vindt de Foute Party jaarlijks plaats in de Brabanthallen in ’s-Hertogenbosch. Sinds 2013 is de Foute Party een tweedaags evenement, op vrijdag- en zaterdagavond.

### Qmusic Top 40 Live (voorheen: Qmusic Top 40 Awards)
Sinds 2020 keert Qmusic op dit jaarlijkse evenement prijzen uit. Alle prijzen worden toegekend op basis van de prestatie van artiesten en tracks in de Nederlandse Top 40 over het voorgaande jaar. Er worden onder andere prijzen uitgereikt voor Grootste Hit, Beste Nieuwkomer en Beste Artiest. 'Mister Top 40' Domien Verschuuren presenteert de awardshow m.u.v. 2022, toen testte hij positief op corona en werd de presentatie overgenomen door Joost Swinkels. Prijzen worden uitgereikt door verschillende gasten. De awardshow is opgebouwd uit optredens van Top 40 Artiesten en het uitreiken van de prijzen.

#### 2020
De eerste editie van De Qmusic Top 40 Awards was kleinschalig en vond plaats in de eigen concertzaal van Qmusic. Suzan & Freek, Emma Heesters, Rolf Sanchez, Kensington en Kris Kross Amsterdam traden op tijdens de show.
Winnaars 2020
- Top 40 Award Beste Nieuwkomer 2019: Snelle
- Top 40 Award Grootste Top 40 Hit jaren 2010 - 2019 (nationaal): Gers Pardoel - Ik Neem Je Mee
- Top 40 Award Grootste Top 40 Hit jaren 2010 - 2019 (internationaal): Pharell Williams - Happy
- Top 40 Award Beste Nederlandse Artiest jaren 2010 - 2019: Armin van Buuren
- Top 40 Award Beste internationale Artiest jaren 2010 - 2019: David Guetta
- Top 40 Award Beste Nummer 2019 (publieksprijs): Kensington - Uncharted
- Top 40 Award Beste Nederlandse Artiest 2019: Davina Michelle
- Top 40 Award Grootste Nederlandse Hit 2019: Marco Borsato, Armin van Buuren, Davina Michelle - Hoe Het Danst

#### 2021
In 2021 vond er vanwege de coronapandemie een editie zonder publiek van de show plaats. Vanuit Studio 21 in Hilversum konden luisteraars en kijkers via de Qmusic website en de Q-app live luisteren en meekijken met de show. Rolf Sanchez, Davina Michelle, Racoon, Bilal Wahib, Armin van Buuren, Duncan Laurence, Jaap Reesema & Pommelien Thijs traden op.
Winnaars 2021
- Top 40 Award Beste Live Act 2020 (internationaal): Dua Lipa
- Top 40 Award Beste Live Act 2020 (nationaal): Davina Michelle
- Beste Corona Soundtrack: DI-RECT - Soldier On
- Top 40 Award Beste Alarmschijf 2020: Miss Montreal - Door De Wind
- Top 40 Award Beste Nederlandse Artiest 2020: Snelle
- Top 40 Award Beste Internationale Artiest 2020: Dua Lipa
- Top 40 Award Beste Nieuwkomer 2020 (nationaal): Bilal Wahib
- Top 40 Award Beste Nieuwkomer 2020 (internationaal): 24kGoldn
- Top 40 Award Grootste Nederlandse Hit 2020: Racoon - Het is al laat toch
- Top 40 Award Grootste Internationale Hit 2020: The Weeknd - Blinding Lights

#### 2022
Ook in 2022 vond de editie van De Qmusic Top 40 Awards zonder publiek plaats. Qmusic-dj Joost Swinkels presenteerde dit jaar de show omdat Domien Verschuuren afwezig was door een coronabesmetting. Ook dit jaar werden de Top 40 Awards weer in Studio 21 in Hilversum uitgereikt. Jaap Reesema, SERA, Maan, Snelle, MEAU, Chef'Special, Suzan & Freek, Kris Kross Amsterdam, Antoon en Sigourney K traden op.
Winnaars 2022
- Top 40 Award Beste Nederlandse Artiest 2021: Maan
- Top 40 Award Beste Internationale Artiest 2021: David Guetta
- Top 40 Award Beste Nieuwkomer 2021 (nationaal): Donnie
- Top 40 Award Beste Nieuwkomer 2021 (internationaal): The Kid Laroi
- Top 40 Award Grootste Nederlandse Hit 2021: Maan & Snelle - Blijven slapen
- Top 40 Award Grootste Internationale Hit 2021: Ed Sheeran - Bad Habits (Ed Sheeran)
- Top 40 Award Beste Alarmschijf 2021: Suzan & Freek - Goud (Suzan & Freek)
- Top 40 Award Beste Live Act 2021: The Streamers

#### 2023
In 2023 vond de awardshow sinds het einde van de coronapandemie voor het eerst weer met publiek plaats, ditmaal in Rotterdam Ahoy. Becky Hill, Duncan Laurence, Suzan & Freek, Armin van Buuren, Davina Michelle, Kris Kross Amsterdam, Tino Martin, Donnie, Roxeanne Hazes, Conor Maynard, Zoë Tauran en Sigourney K traden op.
Winnaars 2023
- Top 40 Award Beste Nederlandse Artiest 2022: Antoon
- Top 40 Award Beste Internationale Artiest 2022: Ed Sheeran
- Top 40 Award Grootste Nederlandse Hit 2022: Flemming (zanger) - Automatisch (Flemming)
- Top 40 Award Grootste Internationale Hit 2022: Harry Styles - As It Was
- Top 40 Award Beste Nieuwkomer 2022 (nationaal): Son Mieux
- Top 40 Award Beste Nieuwkomer 2022 (internationaal): Rosa Linn
- Top 40 Award Beste Live Act Nationaal (publieksprijs): Suzan & Freek
- Top 40 Award Beste Live Act Internationaal (publieksprijs): Coldplay
- Top 40 Award Beste DJ-act Nationaal (publieksprijs): Kris Kross Amsterdam
- Top 40 Award Beste DJ-act Internationaal (publieksprijs): David Guetta

#### 2024
Ook in 2024 vond de awardshow plaats in Rotterdam Ahoy. Acda en De Munnik, Antoon, Cian Ducrot, Claude, DI-RECT, Flemming, Hannah Mae & Metejoor, Kris Kross Amsterdam, Loreen, Marco Schuitmaker, Nick Schilder, RONDÉ, Roxy Dekker, SERA en Suzan & Freek traden op. Ook stond de band Kane voor het eerst sinds hun comeback weer op het podium.
Winnaars 2024
- ING Award Beste Nieuwkomer 2023 (nationaal): Marco Schuitmaker
- ING Award Beste Nieuwkomer 2023 (internationaal): Cian Ducrot
- Top 40 Award Beste Live Act (nationaal): Suzan & Freek
- Top 40 Award Beste Live Act (internationaal): Coldplay
- Top 40 Award Grootste Nederlandse Hit 2023: Maan & Goldband - Stiekem
- Top 40 Award Grootste Internationale Hit 2023: Miley Cyrus - Flowers
- Top 40 Award Beste DJ-act (nationaal): Kris Kross Amsterdam
- Top 40 Award Beste DJ-act (internationaal): David Guetta
- Top 40 Award Beste Nederlandse Artiest 2023: Claude
- Top 40 Award Beste Internationale Artiest 2023: David Guetta

#### 2025
Ook in 2025 vond de awardshow plaats in Rotterdam Ahoy. Teddy Swims, Roxy Dekker, Davina Michelle, Suzan & Freek, Pommelien Thijs, Meau, Kris Kross Amsterdam, Chef'Special, Yves Berendse, Donnie, Marco Schuitmaker, Sven Versteeg en Zoë Tauran traden op.
Winnaars 2025
- ING Award Beste Nieuwkomer 2024 (nationaal): Yves Berendse

- ING Award Beste Nieuwkomer 2024 (internationaal): Sabrina Carpenter

- Top 40 Award Beste Live Act (nationaal): Suzan & Freek
- Top 40 Award Beste Live Act (internationaal): Teddy Swims
- Top 40 Award Grootste Nederlandse Hit 2024: Yves Berendse - Terug in de tijd
- Top 40 Award Grootste Internationale Hit 2024: Shaboozey - A Bar Song (Tipsy)
- Top 40 Award Beste DJ-act (nationaal): Kris Kross Amsterdam
- Top 40 Award Beste DJ-act (internationaal): David Guetta
- Top 40 Award Beste Nederlandse Artiest 2024: Roxy Dekker
- Top 40 Award Beste Internationale Artiest 2024: David Guetta

#### De Qmusic Top 40 Icon Award
De Qmusic Top 40 Icon Award gaat naar een artiest die een bijzondere prestatie heeft geleverd. Deze prijs gaat niet over de Top 40 prestaties over een jaar, maar het is een prijs voor een gehele carrière en/of een iconische gebeurtenis in de Top 40. Deze award is dus niet te winnen, alleen te verdienen.
- 2023: Maan wint de Qmusic Top 40 Icon Award. Ze is de meest succesvolle Nederlandstalige zangeres in de hele geschiedenis van de Top 40. Deze titel stond ruim 50 jaar op naam van Corry Konings.[14]
- 2024: Acda en De Munnik winnen de Qmusic Top 40 Icon Award. Het duo kwam, na in 2015 gestopt te zijn, in 2023 uiterst succesvol terug met 6 shows in de Ziggo Dome. Hetzelfde jaar staan ze nog eens vier keer in Rotterdam Ahoy en zijn ze te zien op grote festivals. Hun comebacksingle Morgen wordt fantastisch werd een top 10-hit en het duo heeft op dat moment elf Top 40 hits op hun naam staan.[15]
- 2025: David Guetta wint de Qmusic Top 40 Icon Award. Qmusic-dj Stephan Bouwman verraste Guetta backstage in club Ushuaïa op het Spaanse eiland Ibiza. Guetta is de meest succesvolle artiest in de Nederlandse Top 40 ooit.[16]

### Olympische Spelen
Tijdens de Olympische Spelen van 2024 in Parijs maken Mattie Valk en Domien Verschuuren hun ochtendshow live vanuit het Team NL-huis en brengen verslag uit van de Spelen, waarbij ze ook de medaillewinnaars zullen ontvangen. Hiermee volgt Qmusic Radio 538 op dat vanaf de spelen van 2000 tot en met de Spelen van 2020 hun ochtendshow vanaf de Spelen uitzond, aangezien Qmusic de sponsoring van Team NL vanaf dat jaar overneemt van Radio 538.

### Tomorrowland
Tijdens het festival Tomorrowland in Boom zendt Qmusic op twee zaterdagen van 18:00 uur tot 3:00 uur live uit vanaf het festivalterrein om verslag te doen van dit festival.

## Acties

### Het Q-ijsblok (2006, 2009, 2011)
Ergens in Nederland werd een groot ijsblok neergezet. In dat ijsblok zat het eerste jaar een goudblok en de andere jaren de sleutel van een auto. Dit ijsblok werd verwarmd, waardoor het langzaam ging smelten. Luisteraars konden per sms laten weten na hoeveel seconden zij dachten dat het goudblok of de sleutel de grond ging raken. Deze seconden werden geteld via een klok bij het ijsblok en op de site van Qmusic. De luisteraar die het antwoord stuurde dat het dichtst bij het daadwerkelijke aantal seconden zat, won de prijs.
- 2006, Rotterdam - Een goudblok ter waarde van € 25.000,- raakte na 978.844 seconden de grond.[19]
- 2009, Den Haag - Een sleutel van een Porsche raakte na 2.691.140 seconden de grond.[20]
- 2011, Tilburg - Er waren drie Mini's te winnen. De sleutels vielen na respectievelijk 1.417.853, 2.172.320 en 2.330.242 seconden.[21]

### Het Geluid (2007 - heden)

#### Algemeen
Het Geluid is een actie die sinds 2007 jaarlijks is te horen; eerst in mei/juni/juli en vanaf 2010 begint de actie rond begin augustus en eindigt in oktober/november wanneer het laatste geluid is geraden. In 2024 startte de actie echter pas op 12 augustus, omdat Qmusic een andere actie had rond de Olympische Spelen in Parijs; de aftrap vond dat jaar plaats op zes grote NS-stations, waarbij Het Geluid via de stationsomroep was te horen. In 2017 en 2019 was er een extra speelperiode vanaf begin januari.
Een soortgelijk spel werd in de jaren zestig en zeventig gespeeld bij de KRO door Kees Schilperoort in Raden maar. 
Bij dit spel is tijdens de actieperiode elk half uur een geluidsfragment te horen van een bepaalde (alledaagse) handeling. Dit geluidsfragment wordt voorafgaand aan het spel in het diepste geheim opgenomen. De opname is ook online terug te luisteren. Slechts een aantal medewerkers van Qmusic weten de oplossing en zij vormen samen De Jury van Het Geluid. De Jury blijft anoniem, maar er zitten geen dj's in. Zij zitten in een aparte ruimte en luisteren mee met de antwoorden die op de radio worden gegeven. Iedere ronde laat iemand van De Jury aan  de dienstdoende dj weten of het gegeven antwoord goed of fout is, zodat deze dit kan doorgeven aan de luisteraar die het antwoord heeft gegeven. Zo komt ook de luisteraar te weten of het gegeven antwoord goed of fout is.
De waarde van Het Geluid begint meestal bij 2.500 euro en stijgt bij elk fout gegeven antwoord met 100 euro. Om mee te doen moet men zich dagelijks aanmelden via de Qmusic-app op de manier zoals door Qmusic wordt gecommuniceerd. Op de site en in de app wordt gedurende de looptijd van de actie per dag aangegeven in welke periode men zich moet aanmelden om op de betreffende dag kans te maken om teruggebeld te worden voor een raadpoging (mensen die zich in het weekend aanmelden komen hierbij in aanmerking voor de maandag). Vroeger moest men hiervoor een SMS sturen naar de studio en deze bleef dan de gehele actieperiode geldig. Op weekdagen van 7:00 tot 19:00 uur, wordt elk uur uit alle aanmeldingen een persoon gebeld en deze krijgt een kans om te raden. Is het antwoord goed, dan wint diegene het bedrag van de waarde van Het Geluid van dat moment. Alle foute antwoorden zijn terug te lezen op de site en in de app van Qmusic. Hier is ook de tussenstand van Het Geluid te zien. Als Het Geluid lange tijd niet wordt geraden, deelt het radiostation hints uit. Is Het Geluid geraden, dan volgt er de volgende dag een nieuw Geluid of stopt het spel. In 2018 was de 25ste ronde van het spel. De totale waarde van alle geluiden tijdens de actieperiode bij elkaar is nooit meer dan €100.000.
Zodra Het Geluid is geraden, wordt dit vermeld op de site en in de app van Qmusic, samen met een video waarin  het winmoment is te zien, voor luisteraars die dit hebben gemist. Daarnaast verschijnt er op de site een video van de opgenomen handeling, zodat het goede antwoord voor iedereen duidelijk en begrijpelijk is.
De winnaar mag na het raden van Het Geluid naar de studio komen om een cheque in ontvangst te nemen. 
Tot en met 2013 werd het spel ook in het weekend gespeeld van 7:00 tot 18:00 uur.
Sinds 2020 wordt voorafgaand aan het spel een junioreditie gespeeld onder de naam 'Het Geluidje'. Deze wordt twee weken voorafgaand aan de reguliere editie gehouden en wordt van maandag tot en met vrijdag gespeeld rond 7:30. Deze actie werd in 2024 echter niet gespeeld vanwege de Olympische Spelen van dat jaar in Parijs, aangezien Qmusic dat jaar de rol van Radio 538 overnam. Zij zonden in hun plaats twee weken lang hun ochtendshow live uit vanuit Parijs.
Typerend in de reclame-uitingen van Het Geluid, bijvoorbeeld op de posters in abri's en in de televisiereclames, is de hengel met een grote rode microfoon met Qmusic logo. Deze hengel is tijdens de actieperiode ook te zien op de site van Qmusic. In de televisiespotjes is vaak ook de opgave te horen.
Ook bij de Vlaamse Qmusic spelen ze dit spel. In België start de actie jaarlijks rond begin september, dus een maand later dan in Nederland en ook daar wordt deze sinds 2020 voorafgegaan door de junioreneditie 'Het Geluidje'. Deze wordt daar in de week voorafgaand aan de reguliere editie gespeeld. De maximale waarde van een geluid is in België € 50.000,-.

#### Extra spelelementen
SuperRonde (2014-2017, 2020-2021)
In deze ronde worden drie luisteraars achter elkaar gebeld die allemaal een raadpoging krijgen. Zit het goede antwoord er niet tussen, dan stijgt de jackpot dus met 300 euro.
Deze ronde werd in 2014, 2015, 2016, 2020 en 2021 elke weekdag om 7:30 uur gespeeld en in de wintereditie van 2017 in een van de rondes tijdens het middagprogramma (destijds gepresenteerd door Stephan Bouwman) van 16:00 tot 19:00 uur.
SuperRonde (vanaf 2022)
Vanaf 2022 wordt deze ronde niet meer gespeeld op een vast tijdstip, maar nadat tijdens de speeltijd van Het Geluid een alarm te horen is. De eerstvolgende ronde na dit alarm is dan de SuperRonde. De luisteraar die dan wordt teruggebeld krijgt de keuze tussen twee pogingen om het geluid te raden of een verdubbeling van het huidige bedrag. In het laatste geval krijgt de betreffende luisteraar indien deze het geluid raadt de jackpot dubbel uitgekeerd.
€ 10.000 via de app
In 2017 (zomer) en 2018 kon men via de Qmusic-app meespelen met een extra spel. Als Het Geluid minimaal € 10.000 waard was, dan kon men via de app meespelen op het moment dat de kandidaat op de radio een antwoord gaf. Luisteraars kregen dan een minuut de tijd om aan te geven of zij dachten dat het gegeven antwoord goed of fout was. Was het antwoord fout en had men 'JA' ingedrukt, dan lag men uit het spel. Werd het geluid geraden, dan werd € 10.000 verdeeld over de app-spelers die op dat moment ook 'JA' hadden ingedrukt. Bij elke tien goede voorspellingen kreeg men een extra 'JA' om in te zetten.
€ 100.000 SuperRonde
Tijdens de twee edities in 2019 werd elke weekdag om 7:30 uur de € 100.000,- SuperRonde gespeeld. Bij deze versie van de 'SuperRonde' mocht slechts 1 kandidaat een poging wagen, maar als het antwoord tijdens deze ronde goed was, dan won deze kandidaat 100.000 euro, ongeacht hoeveel het geluid op dat moment waard was. De 100.000 euro ging er in oktober van dat jaar ook daadwerkelijk uit. Dit was de eerste keer ooit dat zo'n hoog geldbedrag was gewonnen tijdens een radiospel in Nederland.
Fastpass
Sinds 2021 kan in het weekend bij Tom & Bram tussen 12:00-15:00 uur de 'Fastpass' worden gewonnen, waarmee de winnaar de week erop in een ronde naar keuze mag meespelen. De winnaar dient dan minstens een uur van tevoren te bellen met een speciaal nummer en de dienstdoende producer zorgt dan dat de luisteraar op het juiste moment wordt teruggebeld. Als de 'Fastpass' niet wordt ingezet, vervalt deze. De 'Fastpass' kan niet worden ingezet tijdens de SuperRonde.
Meespelen via smart apparatuur
Sinds 2021 is het ook mogelijk om het spel te spelen met Google Home, Google Nest of via de Google Assistant-app.
De Kluis
In 2023 werd er een nieuw element toegevoegd. Luisteraars krijgen een paar dagen van tevoren al 'Het Geluid' te horen en krijgen vervolgens 24 uur lang de mogelijkheid om via de Qmusic-app hun oplossing in een speciale digitale kluis te stoppen. Als 'Het Geluid' uiteindelijk op de zender geraden wordt, dan wordt 'de kluis geopend'. Er wordt vervolgens 2.500 euro verdeeld onder de goede antwoorden. De kluis leverde helaas geen winnaar op, want niemand liet het juiste antwoord in de kluis achter. De 2.500 euro bleef dus in de studio.

#### Hoogste bedragen
Hieronder het hoogst gewonnen bedrag per jaar met bijbehorende oplossing:
| Jaar | Oplossing                                                           | Bedrag (€) | Bron   |
| ---- | ------------------------------------------------------------------- | ---------- | ------ |
| 2007 | Het inklappen van een gevarendriehoek                               | 48.600     | [ 29 ] |
| 2008 | Het uitschuiven van een zwabber                                     | 62.400     | [ 30 ] |
| 2009 | Het heen en weer bewegen van een computer-joystick                  | 57.600     | [ 31 ] |
| 2010 | Het aanvullen/stapelen van wc-rollen op een staande wc-rolhouder    | 50.600     | [ 32 ] |
| 2011 | Een telefoon in een beschermhoesje klikken                          | 63.500     | [ 33 ] |
| 2012 | Het sluiten van een koffiefilterhouder van een koffiezetapparaat    | 37.300     |        |
| 2013 | De ventielklem terughangen aan de stang van een fietspomp           | 56.000     |        |
| 2014 | Het omschakelen van de voet van een stofzuigermond                  | 44.800     |        |
| 2015 | Het lostrekken van een plant uit een potje                          | 51.500     | [ 34 ] |
| 2016 | Het vastklikken van een hoedenplank in de auto                      | 38.000     | [ 35 ] |
| 2017 | Het vastklikken van het lipje van een fotolijstje                   | 63.700     | [ 36 ] |
| 2018 | Het opzetstuk met gaatjes op de gieter zetten                       | 58.100     | [ 37 ] |
| 2019 | Het verstellen van een wereldstekker in de juiste stand             | 100.000    | [ 38 ] |
| 2020 | Het vastklikken van een ruitenwisserblad op de ruitenwisserarm      | 48.100     | [ 39 ] |
| 2021 | Een wc-verkleiner voor kleine kinderen op een wc leggen             | 52.800     | [ 40 ] |
| 2022 | Een blusdeken uit de houder trekken                                 | 51.600     | [ 41 ] |
| 2023 | Het vloeistofbuisje van een coronatest in de kartonnen houder duwen | 64.500     | [ 42 ] |
| 2024 | Het op spanning brengen van een muizenval                           | 44.200     | [ 43 ] |

##### Extra edities
In 2017 en 2019 waren er extra edities van Het Geluid vanaf januari.
| Jaar | Oplossing                                              | Bedrag (€) | Bron   |
| ---- | ------------------------------------------------------ | ---------- | ------ |
| 2017 | Een gaatje prikken in een magnetronmaaltijd            | 37.800     | [ 44 ] |
| 2019 | Het vastklemmen van een vel papier tussen een klembord | 49.700     | [ 45 ] |

### Sinterklaasactie
Sinterklaas Jeroentje met Jeroen van Inkel (2011-2013), Sint Niek met Niek van der Bruggen (2014-2015) SinterKai met Kai Merckx (2016-2023) en Sint Anton met Anton Griep (2024-heden)  is een actie die jaarlijks wordt gespeeld tijdens de Sinterklaasperiode(vanaf half november t/m  5 december). De actie start zodra Sinterklaas in het land is aangekomen (in de week na de Landelijke intocht van Sinterklaas). Luisteraars kunnen vanaf dat moment een verlanglijstje met drie cadeaus online insturen met een totale waarde van maximaal € 250,-. De cadeaus dienen opgezocht te worden via internet en de links naar de sites met de cadeaus dienen ingevuld te worden in het formulier dat tijdens de actie op de site en in de app van Qmusic verschijnt (soms mag dit alleen bij een specifieke webwinkel, dan staat op de site en in de app van Qmusic naast het verzendformulier voor het lijstje een link naar de site van deze webwinkel en dienen de links naar de cadeaus op deze site te worden gekopieerd naar dit formulier om het lijstje samen te stellen). Op de laatste dagen voor 5 december worden tussen 7:00 uur en 19:00 uur en in het weekend tussen 10:00 uur en 19:00 uur een aantal lijstjes voorgelezen op Qmusic. In 2024 werd dit op maandag tussen 9:00 en 18:00 uur, dinsdag en woensdag tussen 7:00 en 19:00 uur en donderdag tussen 6:00 en 19:00 uur gedaan. Als een luisteraar zijn/haar lijstje voorbij hoort komen, dient deze binnen 20 minuten te bellen naar Qmusic en als dit lukt wint deze € 250,- (soms in de vorm van een tegoedbon) waarmee de cadeaus aangeschaft kunnen worden. Zo niet, dan wordt de 'aasgierenlijn' geopend. Sinds 2019 verschijnt dan in de Qmusic-app een speciale rode knop(van 2019 t/m 2023 de 'Sinterkai'-knop en vanaf 2024 de 'Sint Anton'-Knop). Uit alle luisteraars die dan op deze knop drukken wordt dan willekeurig iemand getrokken die dan de € 250,- wint. Voor 2019 moesten luisteraars hiervoor bellen naar Qmusic. Tijdens deze periode verschijnen de namen die op de radio genoemd worden tevens op de site en in de app van Qmusic, zodat luisteraars die een lijstje hebben ingestuurd kunnen zien of hun naam al is genoemd en/of door wie het lijstje is geclaimd indien er te laat is gebeld.
Deze actie vertoont gelijkenissen met de actie 'Hier met je rekening' die jaarlijks in januari wordt georganiseerd door Radio 538. Hierbij worden op dezelfde manier rekeningen van luisteraars betaald.

### Q-hotel in de sneeuw (2015 - heden)
Vanaf 2015 wordt Zell am See in Oostenrijk elk jaar in januari omgedoopt tot het Q-hotel in de sneeuw. Luisteraars kunnen een zevendaagse skivakantie naar Oostenrijk winnen. Deze actie is een samenvoeging van het Q-hotel en de Q-snowcase.
In 2025 werd het Q-hotel in de sneeuw vervangen door Tomorrowland Winter in de Franse Alpen. 

#### Q-hotel
In 2011 t/m 2014 werden Grand Hotel Krasnapolsky (2011 t/m 2013) en Mercure hotel Amsterdam City (2014) drie weekenden in het voorjaar omgedoopt tot het Q-hotel. Luisteraars konden een verblijf in dit hotel winnen. De dj's van Qmusic deden dan dienst in onder meer de bediening en moesten kamers schoonmaken. Daarnaast traden er diverse artiesten op in het hotel.

#### Q-snowcase
In 2011 t/m 2014 organiseerde Qmusic de Q-snowcase. Luisteraars konden een zevendaagse skivakantie naar Zell am See in Oostenrijk winnen. Daar traden ook diverse artiesten op.

### De Uitverkorene (2018 - 2019)
In 2018 kwam Qmusic met een nieuwe actie, 'De Uitverkorene', een willekeurig persoon uit Nederland wordt omgedoopt tot de uitverkorene. Die persoon weet dat zelf echter niet. Door middel van hints van het Q-team is de bedoeling dat de uitverkorene zich binnen een bepaalde tijd meldt. Lukt dat? Dan krijgt die persoon € 10.000,-. In 2019 kwam een tweede editie van deze actie, waarbij er iedere week een nieuwe uitverkorene werd uitgekozen.

### Het Verboden Woord (2023 - heden)
Deze actie vond in 2023 en 2024 plaats, In 2023 in de week van 21 t/m 25 mei en in 2024 in de week van 16 t/m 20 december ter vervanging van de Q-escape room. Gedurende een week mogen de Q-dj's een bepaald woord niet uitspreken. Welk woord dat is, wordt een week voor de actie bepaald door de luisteraars. In de periode voor de actie worden de gesprekken van alle dj's geanalyseerd door een computer en uit de woorden die hierbij het vaakst werden genoemd, wordt een top 3 samengesteld. De luisteraars kunnen op deze woorden stemmen en het woord met de meeste stemmen wordt dan Het Verboden Woord. Als dit woord gedurende de actieperiode door een dj wordt uitgesproken dienen de luisteraars in de Qmusic-app op een speciale rode knop te drukken en uit de luisteraars die hebben gedrukt, wordt dan iemand geselecteerd die wordt teruggebeld. Deze luisteraar wint dan € 500,-. Er hoeft maar één keer te worden gedrukt, ook als Het Verboden Woord meerdere keren wordt uitgesproken. In dat geval worden dan meerdere luisteraars geselecteerd die € 500,- winnen. Op de site en in de app van Qmusic is gedurende de actieperiode de 'Wall of Shame' zien waarin wordt vermeld welke dj's het verboden woord al hebben uitgesproken en hoe vaak deze dj's dit woord al hebben uitgesproken. Degene die het verboden woord het vaakst heeft uitgesproken staat hierbij bovenaan. Ook verschijnt hier gedurende de actie een liveblog waarin het verloop van de actie is te zien.

#### Verboden woorden
| Jaar | Verboden woord | Aantal keer uitgesproken |
| ---- | -------------- | ------------------------ |
| 2023 | Misschien      | 51                       |
| 2024 | Eigenlijk      | 88                       |

### Q-escape room (2019 - heden)
Deze actie werd in april 2019 voor het eerst georganiseerd en sinds 2020 vindt deze actie jaarlijks plaats in december, in de laatste weken voor Kerstmis. De actie start sinds dat jaar vaak rond 15 december en wordt net als Het Geluid aangekondigd via posters op billboards, op metrostations en in abri's van tram- of bushaltes. Ook verschijnt de actie begin december op de site en in de app van Qmusic. Kenmerkend aan deze reclame-uitingen is een raster waarin de deelnemende dj's zijn afgebeeld, elk in een eigen vak.  

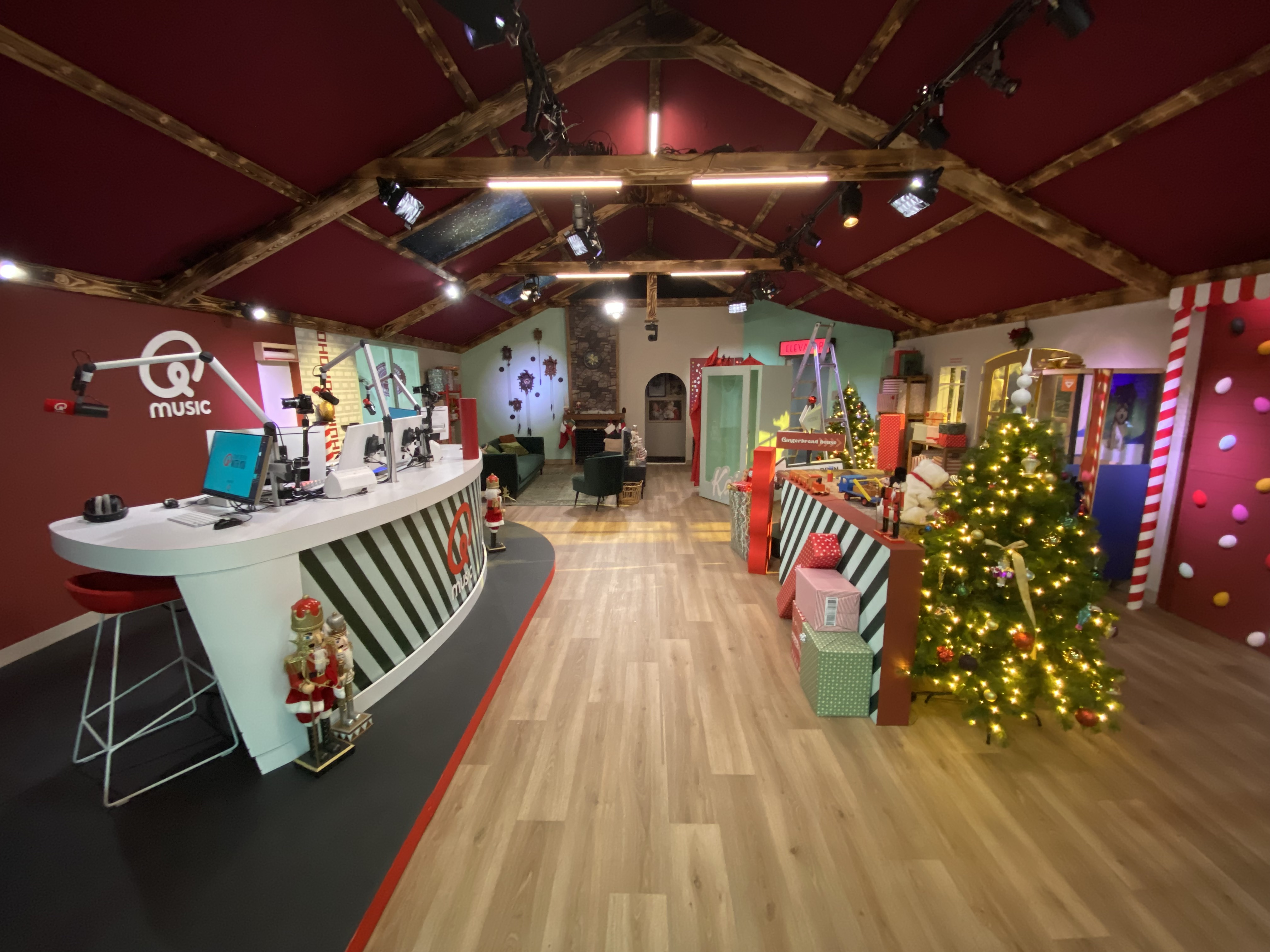
Een deel van de Q-escape room 2022: het hoofdkwartier van de kerstman.

Bij de aanvang worden de Qmusic-dj's opgesloten in de zogenoemde 'Q-escape room'. Om te voorkomen dat zij kunnen zien en horen waar ze heen gaan, krijgen ze hierbij een blinddoek voor en een geluidsdichte koptelefoon op. Vanuit deze puzzelkamer, die elk jaar een ander thema heeft, maken ze elke dag tussen 6:00 uur en 20:00 (vanaf 2021 tussen 6:00 uur en 19:00 uur) uur live radio totdat ze door het oplossen van puzzels en raadsels de muzikale code hebben gekraakt. Deze code bestaat uit evenveel ultrakorte muziekfragmenten als er dj's in de escape room zitten (in 2019 drie en vanaf 2020 vier). Elke dj heeft hierbij zijn/haar eigen fragment. Om de code te kraken dienen de dj's te raden uit welke muzieknummers deze fragmenten komen. Hiervoor krijgen ze elke dag drie pogingen, waarbij ze artiesten en titels kunnen invoeren, één om 8:15 uur, één om 12:15 uur en één om 17:15 uur. Vanaf 2021 moeten de dj's de artiesten en titels op deze tijdstippen doorgeven aan de 'Puzzelmaster'. Bij elk ontsnappingspoging krijgen ze te zien en te horen hoeveel nummers er goed zijn geraden.
De dj's krijgen hulp van luisteraars. Zij kunnen meedoen met het oplossen van de puzzels en raadsels en tips geven. Dit kunnen ze doen via de site en de app van Qmusic en zelfs op locaties in het land waar ze door de dj's naartoe kunnen worden gestuurd. Daarnaast worden gedurende de actie tijdens reclameblokken op tv speciale spotjes uitgezonden om mensen te stimuleren om naar Qmusic te luisteren en zo de dj's te helpen met het kraken van de code. Zodra alle nummers correct zijn geraden is de code gekraakt en kunnen de dj's ontsnappen. Ze krijgen dan de zin 'de muzikale code is gekraakt' te horen. De Q-escape room kleurt dan groen en de deuren gaan open, waarna de dj's naar buiten kunnen gaan. In dat geval worden alle liedjes van de code volledig gedraaid op de radio. Bij een foute poging moeten ze wachten tot de volgende ontsnappingspoging. In dat geval kleurt de Q-escape room rood. Tijdens de looptijd van de actie verschijnen alle foute combinaties die zijn doorgegeven ook op de site en in de app met daarbij het aantal goede antwoorden, zodat ook de luisteraars weten welke nummers geen deel uit maken van de muzikale code. Deze nummers hoeven ze dan dus niet meer te noemen.
De dj's mogen elke dag tot 19:00 uur puzzelen. Na dit tijdstip mag er niet meer worden gepuzzeld tot de volgende ochtend. Op dit tijdstip eindigt ook de uitzending vanuit de Q-escape room en wordt het liveblog van de betreffende dag afgesloten. De dj's kunnen op deze manier rustig eten, douchen en slapen. Dit doen zij in de Q-escape room totdat ze zijn ontsnapt. Hiervoor worden in de Q-escape room een badkamer en slaapkamers gebouwd.

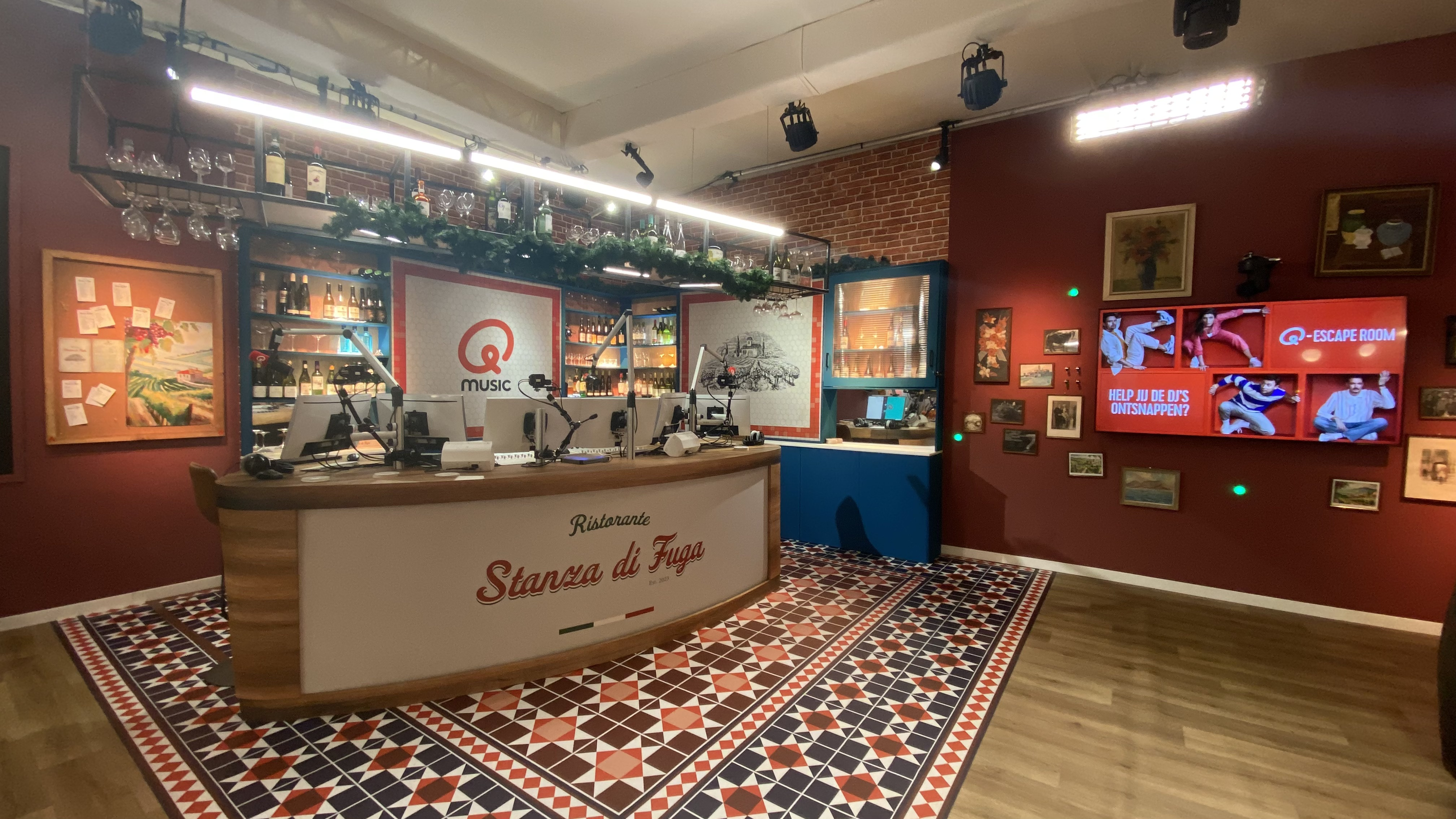
De locatiestudio van Qmusic in de Q-escape room van 2023: Italiaans restaurant 'Stanza di Fuga'.

In 2022 bestond de Q-escape room anders dan de voorgaande jaren uit meerdere 'verdiepingen' die met een 'lift' te bereiken waren. Deze lift kon een rol spelen bij de puzzels en raadsels die tijdens deze editie moesten worden opgelost om de muzikale code te kraken. Bovendien was deze editie een echte kersteditie. De dj's waren opgesloten in het 'hoofdkwartier van de kerstman'. In de muzikale code die dat jaar gekraakt moest worden, zat daarom ook een kerstlied.
De deelnemende dj's aan de Q-escape room variëren per jaar. Marieke Elsinga en Kai Merckx kregen ten tijde van een Q-escape room een kind en sloegen daarom een jaar over, en Mattie Valk was er in 2023 niet bij. Bram Krikke speelt sinds 2021 ook in de Q-escape room. Domien Verschuuren heeft tot op heden aan alle edities van de Q-escape room deelgenomen.
De Q-escape room is gedurende de uitzendperiode live op de radio te volgen en live mee te kijken via de Qmusic website en de Q-app. Dagelijks verschijnt er een dagsamenvatting in videovorm op de Qmusic website, de Q-app en op het YouTube-kanaal van de zender. Ook verschijnen er tijdens de uitzendperiode liveblogs op de site en in de app, waarin de belevenissen in de Q-escape room zijn terug te lezen en is hier te zien hoe lang de dj's al opgesloten zitten. Na afloop van de Q-escape room volgt er een video met nog niet eerder vertoonde beelden en worden alle hints uitgelegd die de dj's via de puzzels en raadsels hadden gekregen om de code te kraken. 
In 2024 werd echter geen Q-escape room georganiseerd. De 'Puzzelmaster' kondigde via de website en social media kanalen van Qmusic aan dat ze tijd nodig had om het de dj's de volgende editie moeilijker dan ooit te maken. De editie van 2024 werd dat jaar vervangen door een nieuwe editie van 'Het Verboden Woord'. 

#### Puzzelmaster
De 'Puzzelmaster' is sinds 2021 de zogenaamde bedenker en organisator van de Q-escape room. Deze vrouwenstem is vaak als voice-over te horen en verschijnt af en toe als golfvorm op tv-schermen in de puzzelkamer. Zij start het spel en geeft de dj's opdrachten, speluitleg en is degene aan wie de dj's tijdens ontsnappingspogingen hun muzikale code moeten doorgeven. Als de dj's de muzikale code hebben gekraakt telt de 'Puzzelmaster' af van 10 naar 0 waarna zij de deuren van de Q-escape room opent, zodat de dj's hieruit kunnen ontsnappen. Ook opent zij op willekeurige momenten de 'Pressure Room' en bepaalt zij welke dj(of dj's) daar een opdracht moeten doen om ontsnappingspogingen veilig te stellen.

#### Pressure Room
De Pressure Room is een, meestal verborgen, kamer in de Q-escape room. Deze kamer verscheen in 2021 voor het eerst en keert sindsdien jaarlijks terug. In de Pressure Room moeten de dj's binnen een bepaalde tijd een moeilijke opdracht volbrengen om de eerstvolgende ontsnappingspoging veilig te stellen.
Op ieder willekeurig moment kan er een alarm afgaan en dan moet een van de dj's naar de Pressure Room om daar een opdracht te volbrengen. In 2023 moesten er voor het eerst twee dj's naar de Pressure Room. De 'Puzzelmaster' bepaalt wie dit is of wie dit zijn. De eerstvolgende ontsnappingspoging in kwestie gaat alleen door als de dj's in deze opdracht slagen, zo niet, dan vervalt de betreffende ontsnappingspoging en moeten ze wachten tot de volgende.
In 2021 werden twee ontsnappingspogingen verspeeld, op vrijdag 17 december 2021 om 17:15 uur en op maandag 20 december 2021 om 12:15 uur. Bram wist op 17 december 2021 geen rode bal te vangen (hij moest in één keer een rode bal vangen zonder dat deze de grond raakte, maar alle drie de rode ballen vielen uiteindelijk op de grond) en Mattie wist op 20 december 2021 de bom niet onschadelijk te maken. Deze ontplofte na het doorknippen van de gele draad. Dit kwam omdat Mattie vlak na de gele draad per ongeluk ook nog een zwarte draad doorknipte en dat was niet de bedoeling. De zwarte draden moesten als laatste worden doorgeknipt.
In 2022 werden drie ontsnappingspogingen verspeeld. De eerste verspeelde ontsnappingspoging was die op 16 december om 17:15 uur. Domien moest net als Mattie in 2021 een bom onschadelijk maken, ditmaal door een code van 10 vormen in de juiste volgorde in te vullen. Hij raakte de volgorde echter al snel kwijt waardoor de bom al na de tweede vorm ontplofte. Ook Domien lukte het dus niet om de bom onschadelijk te maken. De tweede verspeelde poging was die op 18 december om 12:15 uur. Het lukte Mattie niet om binnen 15 seconden alle ballen uit een bak te halen. Er bleven nadat de tijd was verstreken nog heel veel ballen in de bak liggen. De derde verspeelde poging was die op 21 december om 8:15 uur. Kai slaagde er niet in om blind een klok na 40 seconden stop te zetten. Hij drukte nét te vroeg op de knop.
In 2023 werden twee ontsnappingspogingen verspeeld, op 19 december om 17:15 uur en op 21 december om 12:15 uur. Domien moest een parcours van paaltjes onthouden binnen enkele seconden en dit vervolgens in 45 seconden geblinddoekt goed doorlopen. Hij raakte het parcours na het opzetten van zijn blinddoek snel kwijt en stootte hierbij binnen enkele stappen een paaltje om, waardoor de opdracht mislukte. Op 21 december 2023 moesten er voor het eerst twee dj's naar de Pressure Room, Marieke en Kai. Zij moesten in 45 seconden proberen een golfballetje dat op twee stokken lag te laten vallen in het glas in het midden. Ze kregen hiervoor twee pogingen aangezien ze elk een balletje kregen. Bij de eerste poging zat balletje er bijna in, maar balletje viel op de rand van het glas, waarbij het glas brak. Ook de tweede poging mislukte, het balletje viel opnieuw naast het glas. Ook deze opdracht was mislukt en ook deze ontsnappingspoging ging in rook op. Tijdens de afterparty die altijd na de ontsnapping plaatsvindt, probeerden Bram en Domien deze opdracht ook. Ook zij slaagden hier niet in, het lukte hen net niet om het balletje in het glas te krijgen.

#### Extra acties in de Q-escape room
Sinds 2022 vindt tijdens de Q-escape room een extra actie plaats. In 2022 was dat de 'Q-escape room Snowglobe'. Deze actie was bedoeld voor luisteraars die bijvoorbeeld iemands verjaardag waren vergeten. Zij konden gedurende de periode dat de dj's opgesloten zaten via de site en de app van Qmusic laten weten aan wie ze geen of een slecht cadeau hadden gegeven. Op deze manier konden ze kans maken op Oudejaarsloten t.w.v. € 30,- en prijzen uit de 'Snowglobe' die in de Q-escape room stond. Hierin zaten prijzen met een waarde tussen € 200,- en € 389,-. In 2023 was dit 'Ballen van geluk'. In de periode dat de dj's dat jaar waren opgesloten konden luisteraars een gelukwens delen met een dierbare en deze verrassen met een mooie belevenis en een Duolot voor de oudejaarstrekking van de Staatsloterij. Deze prijs konden ze halen uit de kerstboom die in de Q-escape room stond.

#### Edities Q-escape room
|      | Deelnemers                      | Thema van escape room                 | Pressure Room | Ontsnapt na | Muzikale code                                                  | Muzikale code                                                       | Muzikale code                             | Muzikale code                           |
| ---- | ------------------------------- | ------------------------------------- | ------------- | ----------- | -------------------------------------------------------------- | ------------------------------------------------------------------- | ----------------------------------------- | --------------------------------------- |
| 2019 | Mattie, Marieke en Domien       | geen                                  | nee           | 72 uur      | Kris Kross Amsterdam, Maan, Bizzey en Tabitha - Hij is van mij | Queen - A Kind of Magic                                             | One Direction - Perfect                   |                                         |
| 2020 | Mattie, Marieke, Domien en Kai  | Platenzaak                            | nee           | 75 uur      | De Poema's - Mijn houten hart                                  | ABBA - Thank You for the Music                                      | Macklemore & Ryan Lewis - Can't Hold Us   | Dua Lipa - Dont Start Now               |
| 2021 | Mattie, Marieke, Domien en Bram | Museum                                | ja            | 140 uur     | The Kid Laroi & Justin Bieber - Stay                           | Cher - If I Could Turn Back Time                                    | Veldhuis & Kemper - Ik wou dat ik jou was | Robbie Williams - Candy                 |
| 2022 | Mattie, Kai, Domien en Bram     | Hoofdkwartier van de kerstman         | ja            | 141 uur     | Destiny's Child - 8 Days of Christmas                          | Elton John & Kiki Dee- Don't Go Breaking My Heart                   | David Guetta & Rihanna- Who's That Chick? | De Jeugd van Tegenwoordig - Get Spanish |
| 2023 | Marieke, Domien, Kai en Bram    | Italiaans restaurant 'Stanza di Fuga' | ja            | 95 uur      | Coldplay & BTS - My Universe                                   | Enrique Iglesias & Whitney Houston - Could I Have This Kiss Forever | Clouseau - Domino                         | Pink - Raise Your Glass                 |

### Wanted (2024 - heden)

#### Wanted Domien
Deze actie vond voor het eerst plaats van 13 t/m 17 mei 2024 en is losjes gebaseerd op de televisieprogramma's Hunted en Het Jachtseizoen. Qmusic-dj Domien Verschuuren ging live op de radio op de vlucht en moest gedurende 100 uur uit handen blijven van collega Bram Krikke. Luisteraars konden voorspellen of Domien wel of niet gepakt zou worden en, zo ja, wanneer dat zou gebeuren. Daarmee maakten ze kans op €10.000,-. Bram kon tijdens zijn zoektocht worden geholpen door luisteraars, die – net als bij de Q-escape room – tips en aanwijzingen konden geven.
Domien moest zonder geld op pad en had alleen een telefoon zonder internet. Via sms kreeg hij allerlei opdrachten van spelleider 'W', die hij binnen 60 minuten moest voltooien: de zogenaamde '60 Minuten Challenges'. Lukte een opdracht niet, dan kreeg Bram een aantal minuten de live-locatie van Domien te zien. Gedurende de week maakte spelleider 'W' de opdrachten voor Domien geleidelijk moeilijker. Domien mocht maximaal 60 minuten gebruikmaken van een vervoermiddel en alleen openbare plekken en gebouwen bezoeken, waar hij ook maximaal 60 minuten mocht blijven. Het spel stopte na 100 uur, of eerder zodra Domien was gepakt. De speeltijd was van 8:00 tot 19:00 uur.
Domien werd uiteindelijk op 16 mei na 73 uur, 51 minuten en 39 seconden gepakt door Bram in de Loonse en Drunense Duinen. Luisteraar Gerben zat met zijn voorspelling slechts 7 seconden van het juiste moment en won daarmee €10.000,-.

#### Wanted Marieke
Van 19 t/m 23 mei 2025 kreeg deze actie een tweede editie, waarbij Qmusic-dj Marieke Elsinga moest proberen om 100 uur op de vlucht te slaan voor Domien Verschuuren. De spelregels van deze editie waren iets anders dan bij de eerste editie: zo had Marieke wél een telefoon met internet en mocht zij maar 45 minuten in een voertuig zitten, waarna ze 10 minuten moest wachten of lopen voordat zij weer in een ander voertuig mocht plaatsnemen. De speeltijd was van 08:00 tot 18:00 uur. Marieke werd na 78 uur en 53 seconden door Domien gepakt op een bruggetje in een natuurgebied in Friesland, nadat haar plan om aan de andere kant van een openstaande brug te komen voordat Domien er was, mislukte.
Marieke faalde twee keer achter elkaar tijdens een 60 Minuten Challenge. Ze besloot een challenge om vijf katten op straat te aaien niet aan te gaan, omdat deze volgens haar niet te doen was. Toen ze in Leeuwarden 100 mensen een polonaise moest laten dansen, kreeg ze niet voldoende deelnemers gemotiveerd voordat Domien arriveerde. Daardoor kreeg Domien lang genoeg haar live-locatie te zien om haar te pakken. Luisteraar Adrian wist dit juist te voorspellen en won hiermee €10.000,-.

## Qmusic Limburg
Van 1 juni 2014 t/m 30 augustus 2017 werden de landelijke programma's van Qmusic van 13:00 tot 9:00 uur ook uitgezonden in de provincie Limburg onder de naam Qmusic Limburg.

## Themazenders
Qmusic heeft daarnaast ook een aantal themakanalen:
- Qmusic non-stop. Dit station werd op 1 september 2013 gelanceerd.[52]
- Qmusic Het Foute Uur. Dit station werd eind 2013 gelanceerd.
- Qmusic Top 40. Op dit station, dat in januari 2019 is gelanceerd, is non-stop de muziek uit de Top 40 te horen.
- Qmusic Top 1000. Dit station werd in mei 2015 gelanceerd als Qmusic Classics.[53]
- Qmusic Xmas.(Voorheen Qmusic Christmas) Dit station, dat non-stop kerstmuziek uitzendt, is sinds 2015 te horen in de weken voor en tijdens kerst. Dit station vervangt tijdelijk de Qmusic Top 1000 (voorheen Qmusic Classics) zender en deelt verder het kanaal met Qmusic Summer.[54]
- Qmusic Summer. Dit station zendt non-stop zomerse muziek uit. Dit station vervangt tijdelijk de Qmusic Top 1000 zender.
- Q-Nederlandstalig.(Voorheen Qmusic Nederlandstalig) Dit station kwam er in juli 2021 bij.
- One World Radio. Digitaal radiokanaal van het Belgische festival Tomorrowland waarvan Qmusic sinds 2021 de officiële mediapartner is, en de (internet-)distributie in Nederland verzorgt.

Alle zenders zijn beschikbaar via internet. De eerste drie zenders uit bovenstaande lijst zijn ook via DAB+ te beluisteren.

## Podcasts
Sinds september 2018 produceert Qmusic ook verschillende podcasts:
- Menno's Mansion. Hierin bespreekt Menno Barreveld de meest uiteenlopende zaken met collega-dj's Kai Merckx en Lars Boele, Q-nieuwslezer Anton Griep en producer Jesse van der Schot.
- Mattie & Marieke. Maakte iedere twee weken met het team van de ochtendshow een podcast waarin ze een geheim uit de doofpot halen. Kennen zij elkaar goed genoeg om te weten bij wie deze hoort?
- Prijzencast. Tom de Graaf gaat in gesprek met topsporters. Zij vertellen hoe zij zover in hun carrière zijn gekomen en wat hen drijft om alles op te geven voor de sport.
- Top 40 weekoverzicht. In deze podcast praat Domien Verschuuren, je wekelijks over de hits van die week
- Top 40 Stories. In deze podcast nemen Q-dj Wim van Helden en Music Director Martijn Biemans je mee in de ludieke en verrassende verhalen achter bekende nummers die ooit in de Top 40 hebben gestaan.
- Kai's Zwarte Zaterdag podcast. Q-dj Kai Merckx lanceert eenmalig deze podcast voor tijdens de Zwarte Zaterdag. Verschillende andere dj's komen voorbij in de podcast, net als het bekende spel van Qmusic: Het Geluid.

## Marktaandeel
De Stichting Nationaal Luister Onderzoek (NLO) laat periodiek het aantal luisteraars per zender meten.
Qmusic begon aanvankelijk in de doelgroep 10+ met een marktaandeel van rond de 4 procent (ter vergelijking: Radio 538, toen de best beluisterde zender, haalde ongeveer 11 procent marktaandeel). Binnen een jaar verhoogde het station dit met 2 procent. Tot 2013 schommelde het marktaandeel tussen de 6 en de 8 procent. Door het succes van het ochtendprogramma Mattie & Wietze steeg de zender nog verder. Vanaf de zomer van 2013 tot het voorjaar van 2020 lag het marktaandeel bijna altijd tussen de 8 en de 10 procent. In het najaar van 2014 was het voor het eerst het op een na best beluisterde radiostation van Nederland (doelgroep 10+).
Vanaf het voorjaar van 2020 wist het station haar marktaandeel verder te verhogen. Als oorzaak werd het veranderde luistergedrag door de coronacrisis genoemd. Vooral het ochtendprogramma Mattie & Marieke steeg. In het voorjaar van 2020 was Qmusic voor het eerst het best beluisterde radiostation in de doelgroep 20-49 jaar. In de meting van augustus-september 2020 kwam het station voor het eerst boven de 11 procent (11,2%) uit (ter vergelijking: NPO Radio 2, toen de best beluisterde zender, haalde 12,4 procent marktaandeel). In de meting van oktober-november 2020 was het voor het eerst de best beluisterde zender van Nederland (Qmusic en NPO Radio 2 haalden beiden 11,8%, maar eerstgenoemde had een hoger weekbereik). In de luistercijfers van augustus-september 2021 was Qmusic opnieuw marktleider, maar nu met 0,5% verschil op NPO Radio 2. In de meting mei-juni 2022 kwam Qmusic voor het eerst boven de 13% uit; het verschil met de nummer 2 (NPO Radio 2) was toen 1,4%.
Dalingen in de luistercijfers zitten vooral in de metingen van december wegens de populariteit en absoluut luistercijferkanon van de Nederlandse radio: de jaarlijkse NPO Radio 2 Top 2000 van de publieke radiozender NPO Radio 2 en de kerstmuziek op de commerciële radiozender Sky Radio.

## Audiovormgeving
De audiovormgeving wordt sinds de start gecomponeerd door het Belgische bedrijf Brandy Jingles. Hetzelfde pakket wordt ook gebruikt door Qmusic Vlaanderen. Alleen de nieuwsvormgeving wijkt iets af.

## Pay-off
- Q is good for you (2005-2015)
- Maximum Hit Music (2009-2015)
- Love the summer (zomer, 2012-2015)
- You make the magic (kerst, 2016-2018)
- You make the summer (zomer, 2016-2019)
- You make us Q (2015-2019)

- Q sounds better with you (2020-heden)
- Maximum hits (2020-heden)
- Maximum weekend (2020-heden)
- Maximum summer (zomer, 2021-heden)
- All I want for christmas is Q (kerst, 2020-heden)

## Q-college / Qmusic Academy
In 2008 startte Qmusic in België de Q-academy. Het doel daarvan is om mensen op te leiden tot een professionele radiopresentator. Dit werd een groot succes en daarom startte Qmusic Nederland in september 2011 ook met een radio-opleiding onder de naam Q-college. De winnaar krijgt een vast radioprogramma op de zender. In 2023 werd Q-college veranderd in de Qmusic Academy.
Winnaars:
- 2011-2012: Erik van Roekel.[62]
- 2012-2013: Marieke Elsinga. Ook Michiel Jurrjens die als tweede eindigde mocht invalwerk gaan doen en kreeg later een eigen radioprogramma op de zender.
- 2013-2014: Kai Merckx. Lars Boele die als tweede eindigde kreeg tevens een eigen radioprogramma op de zender. Later kreeg Bas van Nimwegen, die tot de laatste 5 kandidaten behoorde, ook een eigen programma op de zender.
- 2014-2015: Stephan Bouwman. Ook Joost Swinkels, die tot de finalisten behoorde, kreeg later een programma op de zender.
- 2015-2016: Kimberley Dekker
- 2016-2017: Gido Kuin
- 2017-2018: Nadine Roos (kreeg uiteindelijk geen programma op de zender).
- 2020-2021: Cain Slobbe

Sinds de verandering van Q-college naar Qmusic Academy komt er geen winnaar meer uit het opleidingsprogramma.
- Judith Eijk was in 2023 deelnemer van de Qmusic Academy en kreeg in 2024 een eigen programma op ma t/m do van 01.00-03.00.

## Prijzen

### Marconi Award
In 2008, 2015, 2019 en 2020 won Qmusic de Marconi Award voor beste radiozender. Ook medewerkers van Qmusic wisten een Marconi Award in de wacht te slepen. Zo won Mattie Valk in 2010 de prijs voor aanstormend talent. Later - in 2017 - wist ook Joost Swinkels deze prijs te winnen.

### Gouden RadioRing
Door de jaren heen zijn verschillende programma's van Qmusic genomineerd voor de Gouden RadioRing. Pas in 2021 werd een van deze nominaties verzilverd toen Mattie Valk en Marieke Elsinga wisten te winnen met hun programma Mattie & Marieke. Daarnaast wonnen verschillende diskjockeys een Zilveren RadioSter toen ze in dienst waren bij Qmusic. Kristel van Eijk was de eerste in 2012. Later volgden Marieke Elsinga (2018, 2019 en 2020), Mattie Valk (2020) en Bram Krikke (2021).

### Radiomoment van het jaar
In 2024 won Mattie & Marieke het radiomoment van het jaar met het ontroerende fragment waarin Eva Hermans-Kroot telefonisch afscheid nam van Mattie Valk en de luisteraars. Eva, die in de jaren daarvoor een optimistische stem gaf aan jongeren met kanker in de Nederlandse media, was sinds augustus 2021 met regelmaat te horen in het programma. Haar openhartigheid en positieve uitstraling maakten diepe indruk op de luisteraars.

### Overig
In 2016 werd het programma-onderdeel Q-musical met Edo Berger, Jasper Smit en Wouter Monden bekroond met een Eervolle Vermelding door de jury van de Zilveren Reissmicrofoon.
In 2019 werd de editie Purschuim, de Q-musical (2013) uitgeroepen tot de 'Hoogste Binnenkomer 1919-2019' in de geschiedenis van de Nederlandse radio, door het omroepvakblad Broadcast Magazine.